# Damien Godet
Damien Godet (Sartrouville, 10 de noviembre de 1986) es un deportista francés que compitió en ciclismo en la modalidad de BMX. Ganó una medalla de bronce en el Campeonato Mundial de Ciclismo BMX de 2006 y una medalla de plata en el Campeonato Europeo de Ciclismo BMX de 2016.

## Palmarés internacional
| Campeonato Mundial | Campeonato Mundial | Campeonato Mundial | Campeonato Mundial |
| Año                | Lugar              | Medalla            | Competición        |
| ------------------ | ------------------ | ------------------ | ------------------ |
| 2006               | São Paulo (Brasil) | Medalla de bronce  | Cruiser            |
| Campeonato Europeo |                    |                    |                    |
| Año                | Lugar              | Medalla            | Competición        |
| 2016               | Verona (Italia)    | Medalla de plata   | Contrarreloj       |